# Знаме на Башкортостан
Знамето на Башкортостан е утвърдено на 25 февруари 1992 година. Има правоъгълна форма и се състои от три цвята - син, бял и зелен, разположени хоризонтално. В центъра на бялата ивица е изобразена емблема - златен кръг, в центъра на който има стилизиран цвят на курай от седем листенца. Съотношението на знамето е 1:2. Горната, средната и долна ивица съставляват по 1/3 от ширината на знамето. Диаметърът на кръга, разположен в центъра на знамето, съставлява 1/8 от дължината или 1/4 от ширината на знамето.

### Символика
Зеленият цвят в знамето на Башкортостан символизира свободата, вечността на живота. Белият цвят – миролюбие, откритост, готовност за взаимно сътрудничество между народите на Башкортостан. Синият цвят символизира яснота, добродетел и чистота на помислите. Цветът на курая е символ на дружбата, а семдемте негови листенца символизират седемте рода, положили началото на единението на народите, живеещи в Башкортостан.